# Nicobariodendron sleumeri
Nicobariodendron sleumeri ist die einzige Art der Pflanzengattung Nicobariodendron. Der Baum ist auf den zu Indien gehörenden Nikobaren beheimatet. Er ist nur wenig erforscht, auch seine systematische Positionierung innerhalb der Bedecktsamer ist unklar.

## Beschreibung

### Erscheinungsbild und Blatt
Nicobariodendron sleumeri ist ein Baum, der Wuchshöhen von 8 bis 35 Metern erreicht. Die 1 bis 6 mm dicken, stielrunden Zweige besitzen eine kahle, gräuliche, bräunliche oder schwärzliche Rinde, die von mit weißlichen Lentizellen besetzt ist. Die wechselständig und zweizeilig angeordneten Laubblätter sind in Blattstiel und Blattspreite gegliedert. Der Blattstiel ist 3 bis 8 mm lang und 1 bis 2 mm dick. Die Form ungeteilten Blattspreite ist länglich-elliptisch bis verkehrteiförmig-elliptisch; sie sind 5,5 bis 10 cm lang, 2 bis 4 cm breit und ganzrandig. Der Spreitengrund ist verschmälert, die abgerundete Spreitenspitze trägt eine plötzlich abgesetzte, 5 bis 12 mm lange, stumpfe Träufelspitze. Sie haben eine lederige Struktur und eine kahle, glänzende Oberfläche. In trockenem Zustand sind sie auf der Oberseite dunkel rötlichbraun, braun oder schwärzlich, auf der Unterseite braun und punktiert, mit fiederförmiger Aderung. Die Mittelrippe ist auf der Blattoberseite flach oder, wie auf der Unterseite immer, leicht hervortretend. Die fünf bis neun Paar Seitenadern sind dünn und auf der Unterseite deutlicher zu erkennen als auf der Oberseite; sie sind gegen den Blattrand gebogen und vernetzen sich. Zwischen den Seitenadern bilden kleinere, auf der Unterseite deutlichere Adern ein Netzwerk. Nebenblätter fehlen.

### Blütenstand und Blüte
Nicobariodendron sleumeri ist zweihäusig getrenntgeschlechtig (diözisch). Die männlichen Blütenstände sind achselständige, meist einzeln, selten zu zweit oder dritt stehende, meist einfache, selten durch ein bis zwei Verzweigungen am Grund zusammengesetzte Trauben. Die Traubenachse ist dünn, 4 bis 11 cm lang, am Grund 0,8 bis 1,2 mm dick, längsstreifig und spärlich kurz weißlich-steifhaarig. Die Deckblätter sind pfriemlich oder oft dreieckig oder eiförmig, 1 bis 2 mm lang, 0,5 bis 1 mm breit, auf der Oberfläche kahl oder manchmal spärlich kurz weißlich-steifhaarig, am Rand mit weißlichen Wimpern. Die Blütenstiele sind 1,2 bis 2 mm lang, 0,2 bis 0,3 mm dick und kahl.
Die duftenden männlichen Blüten haben einen Durchmesser von etwa 2 mm. Der Kelch ist vier- bis fünfzählig, etwa 2 mm lang und kahl, die sich überdeckenden Kelchzipfel sind länglich bis eiförmig oder oft dreieckig-eiförmig, 1 bis 1,5 mm lang, 0,6 bis 1,2 mm breit und stumpf. Die vier bis fünf freien, sich überdeckenden, gelblichen Kronblätter sitzen am Rand des Diskus vor den Lücken zwischen den Kelchzipfeln; sie sind meist länglich, manchmal auch eiförmig, 1,2 bis 1,5 mm lang, 0,7 bis 1 mm breit, stumpf und kahl. Der ringförmige, innerhalb des Staubblattkreises liegende Diskus ist konkav, leicht fleischig und mit kurzen weißlichen Flaumhaaren bedeckt. Die beiden Staubblätter sind frei, sitzen nebeneinander am Grund der Kronblätter und überragen die Krone. Die Staubfäden sind 1,5 bis 2,5 mm lang, dünn, aber am Grund verbreitert. Die Staubbeutel sind mit ihrem Rücken an den Staubfäden befestigt, bestehen aus zwei Theken und reißen der Länge nach auf. Sie sind kreisförmig und haben einen Durchmesser von 0,5 bis 0,7 mm. Der rudimentäre Stempel (Pistillodium) ist etwas in den Diskus eingesenkt; er ist klein und hat einen fadenförmigen Griffel.
Die weiblichen Blüten sind unbekannt. Die achselständigen Fruchtstände sind 6 bis 10 cm lang und einfache oder oft zusammengesetzte Trauben mit ein bis zwei Verzweigungen am Grund. Die Fruchtstandsachse ist längsstreifig, am Grund 1 bis 2 mm dick und spärlich mit kurzen, weißlichen, steifen Haaren bedeckt. Die einfächerigen Steinfrüchte sind länglich-ellipsoid oder schmal verkehrt-eiförmig, 17 bis 20 mm lang, etwa 10 mm dick, am Grund zusammengezogen, an der Spitze gerundet oder abgeflacht. Sie sind kahl, dünnwandig, braun und haben eine schwach geriefte Oberfläche. Der Fruchtstiel ist etwa 3 mm lang, 0,8 bis 1 mm dick. Die fünf die Frucht tragenden Fruchtkelchblätter sind länglich, 1,5 bis 2 mm lang, 0,8 bis 1 mm breit und stumpf. Der Diskus ist abgeflacht, leicht fleischig und mit kurzen weißlichen Flaumhaaren bedeckt. Der einzige Samen ist am Grund der Höhlung der Frucht angeheftet.
Nicobariodendron sleumeri blüht im Oktober und fruchtet im Dezember.

## Verbreitung und Systematik
Nicobariodendron sleumeri ist ein Endemit der Nikobaren-Inseln und bisher von den etwa 80 Kilometer auseinanderliegenden Inseln Groß Nikobar und Katchal bekannt. Dort kommt die Art in Wäldern im Inland in Höhenlagen von bis zu 100 Meter vor.
Nicobariodendron sleumeri wurde 1986 anhand von zwei Herbarbelegen beschrieben: einer stammte von einem männlichen Baum auf Groß Nikobar, der andere von einem weiblichen Baum auf Katchal. Seither sind keine weiteren Forschungsergebnisse bekannt geworden. Details der weiblichen Blüten, insbesondere den Bau der Fruchtknoten und Samenanlagen sowie der Samen, der Borke und des Stammes  sind unbekannt geblieben.
In der Erstbeschreibung und in den meisten Folgepublikationen wird dieser Baum provisorisch in die Familie der Spindelbaumgewächse (Celastraceae) gestellt. Wegen der eigentümlichen Merkmalskombination und den fehlenden Daten zum Fruchtknoten, zur Holz-Anatomie und zu molekularen Merkmalen bleibt diese Familienzuordnung unsicher. In APG III wurde auch keine Zuordnung auf Ordnungsebene vorgenommen.
Das Artepitheton sleumeri ehrt den deutsch-niederländischen Botaniker Hermann Sleumer (1906–1993), der an ihrer Erforschung beteiligt war.

## Nachweise
1. 1 2 3 4 5 6 7 8 9  M. K. Vasudeva Rao, T. Chakrabarty: Nicobariodendron Vasud. & T.Chakrab. (Celastraceae): a new genus from the Nicobar Islands, India. In: Journal of Economic and Taxonomic Botany. Band 7, Nr. 3, 1985 (publ. 1986), S. 513–516.
2. 1 2 3  Mark P. Simmons: Celastraceae In: Klaus Kubitzki (Hrsg.): The Families and Genera of Vascular Plants. Volume 6: Flowering Plants, Dicotyledons: Celastrales, Oxalidales, Rosales, Cornales, Ericales. Springer, Berlin / Heidelberg / New York 2004, ISBN 3-540-06512-1, S. 61 (englisch, eingeschränkte Vorschau in der Google-Buchsuche).
3. ↑  Streckenmessung in Google Earth, abgerufen am 28. Oktober 2010.
4. ↑  die Veröffentlichung datiert von 1985, wurde aber erst im Folgejahr ausgeliefert (Kew Record of Taxonomic Literature, abgerufen am 30. Januar 2010).
5. ↑  Li-Bing Zhang, Mark P. Simmons: Phylogeny and Delimitation of the Celastrales Inferred from Nuclear and Plastid Genes. In: Systematic Botany. Band 31, Nr. 1, 2006, S. 122–137, doi:10.1600/036364406775971778.
6. ↑  Angiosperm Phylogeny Group: An update of the Angiosperm Phylogeny Group classification for the orders and families of flowering plants: APG III. In: Botanical Journal of the Linnean Society. Band 161, Nr. 2, 2009, S. 105–121, doi:10.1111/j.1095-8339.2009.00996.x.